# Adenophora polyantha
Adenophora polyantha är en klockväxtart som beskrevs av Takenoshin Nakai. Adenophora polyantha ingår i släktet kragklockor, och familjen klockväxter. Inga underarter finns listade i Catalogue of Life.